# Blankensee (Trebbin)
Das Dorf Blankensee ist ein Ortsteil der Stadt Trebbin im brandenburgischen Landkreis Teltow-Fläming.

## Lage
Blankensee liegt rund acht Kilometer nordwestlich des Stadtzentrums Trebbins. Benachbarte Dörfer sind Glau, Schönhagen, Stangenhagen, Mietgendorf und Schiaß sowie Breite, Stücken und Tremsdorf. 
Blankensee liegt im Niederungsgebiet der vielarmigen Quellflüsse Nuthe und Nieplitz des Hohen Fläming. Durch den Ort fließt der Nuthe-Nebenfluss Nieplitz. Beide Flüsse vereinen sich 4 km nördlich von Blankensee zur Nuthe, die bei Potsdam in die Havel mündet. Das Dorf liegt im Naturpark Nuthe-Nieplitz. Im Nordosten der Gemarkung erheben sich die Glauer Berge mit bis zu 90 m, während das Gelände zur Nieplitz hin auf rund 35 m abfällt. Im Südosten befinden sich weitere Erhebungen, darunter der 47,5 m hohe Mühlenberg, der 49,2 m hohe Spitzberg und die 51,7 m hohen Grundberge. Südlich liegen der 58,0 m hohe Mühlenberg (zu Stangenhagen), der 57,8 m hohe Schinderberg sowie der 53,0 m hohe Lankenberg. Die Landschaft ist durch die Endmoränenwälle der letzten Eiszeiten wie der Fläming geprägt.

## Geschichte und Etymologie

### Frühzeit bis 14. Jahrhundert
Der Ortsname Blankensee ist vom zum Ortsgebiet gehörenden gleichnamigen See auf die Siedlung übergegangen. Der im deutschen Sprachraum nicht seltene Gewässername ist selbsterklärend: Er bezeichnet einen hellen oder glänzenden („blanken“) See.
Aus archäologischen Untersuchungen sind Siedlungsspuren aus dem 9. und 10. Jahrhundert bekannt. Slawische Stämme errichteten zwischen dem See Blankensee und dem Grössinsee eine Burganlage und eine Siedlung. Das Gebiet um den Blankensee wurde etwa in der Mitte des 12. Jahrhunderts vom Erzbistum Magdeburg erobert. Albrecht der Bär holte mit Rheinländern, Holländern und Flamen zusätzliche Siedler ins Land, von denen diese Landschaft den Namen Fläming erhielt. Die erste urkundliche Nennung Blankensees erfolgt in einer Urkunde des Erzbischofs Heinrich von Magdeburg für das Kloster Zinna vom 18. Oktober 1307, in der ein Heidenricus famulus dictus de trebin, dominus in blankense erwähnt wird.
1300 verlegte Heidenreich seinen Wohnsitz von Trebbin auf die Burg Blankensee, die anstelle der slawischen Burg entstanden war. 1317 wird Graf Lintow als Besitzer von Blankensee genannt. 1333 kommt Blankensee durch Heirat an Rudolf von Sachsen. 1340 erfolgte die Belehnung von Herzog Rudolf von Sachsen durch die Äbtissin des Stifts Quedlinburg.

### 15. bis 21. Jahrhundert

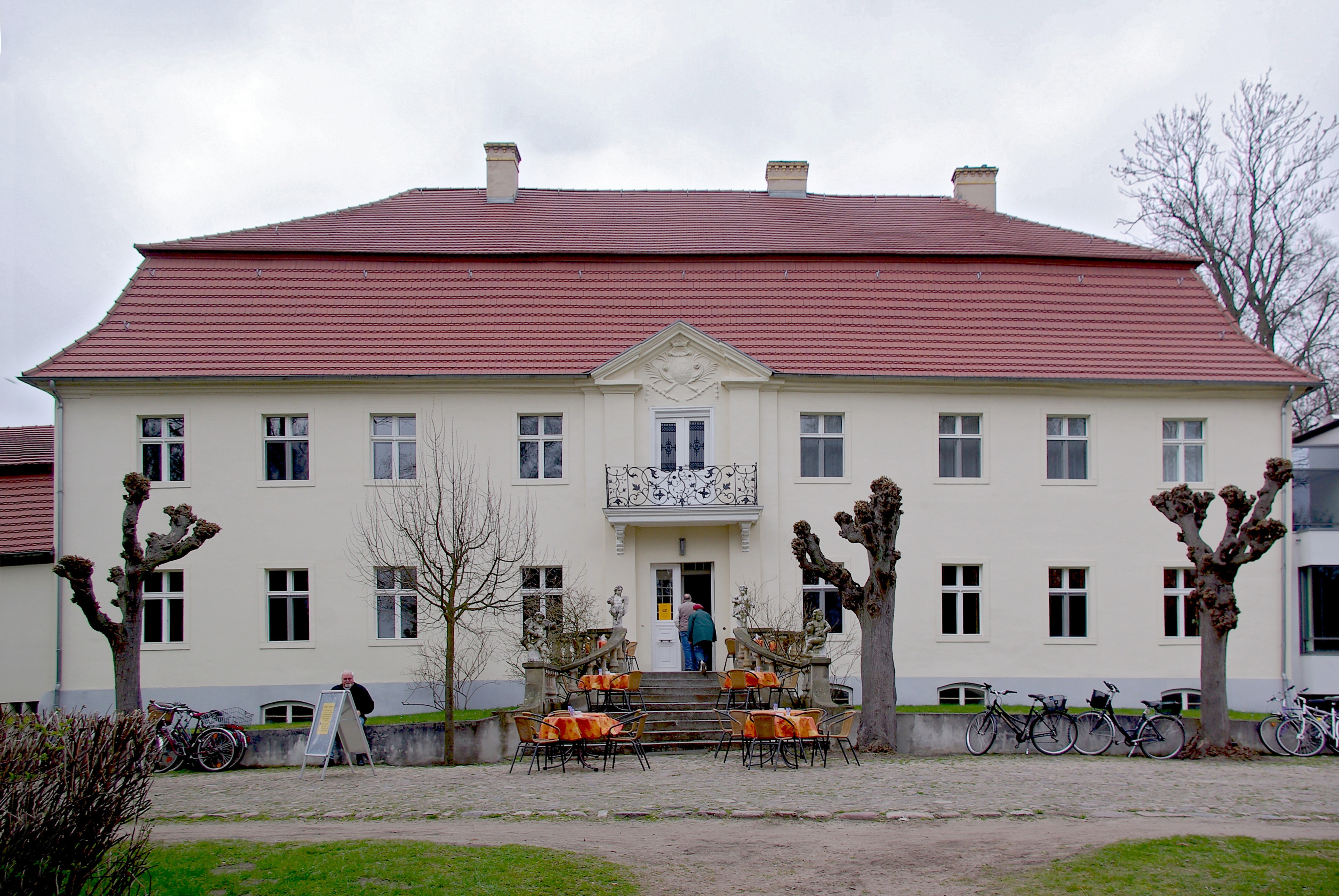
Gutshaus „Sudermannschloss“

1446 erhielt Hans von Thümen den Ort. 1815 ging das bis dahin sächsische Gebiet nach den Beschlüssen des Wiener Kongresses an Preußen. Der letzte Eigentümer, Viktor Arthur von Thümen (1842–1929) auf Stangenhagen mit gesamt 2775 ha Land, musste das Gut im Jahr 1902 mit insgesamt 11.000 Morgen Wald für 2,25 Millionen Mark an die Deutsche Ansiedlungsgesellschaft verkaufen. 1902 kaufte der mit Thümen befreundete Dichter Hermann Sudermann Schloss und Park. Ursprünglich plante er in Blankensee eine Siedlung für wohlhabende Bürger aus Berlin. Er ließ Schloss und Park umgestalten. Bei seinem Tod am 21. November 1928 übernahm sein Schwiegersohn Rolf Lauckner die Leitung seiner Stiftung, die überwiegend mittellosen Schriftstellern eine Urlaubsmöglichkeit bot.
Nach dem Zweiten Weltkrieg wurde das Schloss geplündert – eine Enteignung fand jedoch auf Grund der Stiftungsstruktur nicht statt. Im Gebäude wurden Flüchtlinge und Umsiedler einquartiert und einige Räume als Getreidelager genutzt. Von 1957 bis 1959 wurde das Haus umgebaut und als Schule für die aufgelösten Schulklassen in Glau, Schönhagen, Stangenhagen und Mietgendorf genutzt. 1985 zog die Schule in ein größeres Gebäude in der Nähe des Blankensees. Im Schloss zog der Bürgermeister ein. Es entstanden ein Kindergarten sowie ein Versammlungsraum. Außerdem wurde das Gebäude als Betriebsurlaubsheim genutzt. Nach der Wende überführte die Sudermann-Stiftung gemeinsam mit der Denkmalbehörde das Anwesen in die Brandenburgischen Schlösser, die von 1994 bis 1998 eine umfassende Sanierung durchführten. 1995 belegte Blankensee im bundesweiten Wettbewerb Unser Dorf soll schöner werden – Unser Dorf hat Zukunft den zweiten Platz. Von 1998 bis 2004 nutzte die Berlin-Brandenburgische Akademie der Wissenschaften das Schloss. Mit Wirkung zum 27. September 1998 wurde das Dorf nach Trebbin eingemeindet. Seit Mai 2006 ist das Schloss als Tagungs- und Veranstaltungshaus (ursprünglich mit Café) und Park für Gäste zugänglich. 2007 lebten 543 Einwohner in Blankensee. 2008 wurde Blankensee als schönstes Dorf im Landkreis Teltow-Fläming ausgezeichnet. 2010 erhielt Blankensee von der Europäischen ARGE Landentwicklung und Dorferneuerung einen Europäischen Dorferneuerungspreis für besondere Leistungen in einzelnen Bereichen der Dorfentwicklung.

## Kultur und Sehenswürdigkeiten
- Herrenhaus Blankensee. Das Gebäude wurde von 1739 bis 1741 auf den Fundamenten einer alten deutschen Burg für den kursächsischen Kreishauptmann Christian Wilhelm von Thümen gebaut. Der ostpreußische Dramatiker Hermann Sudermann stattete den ursprünglich 1832 nach Entwürfen von Peter Joseph Lenné gestalteten Schlosspark mit Statuen aus, die er von seinen Reisen mitbrachte.

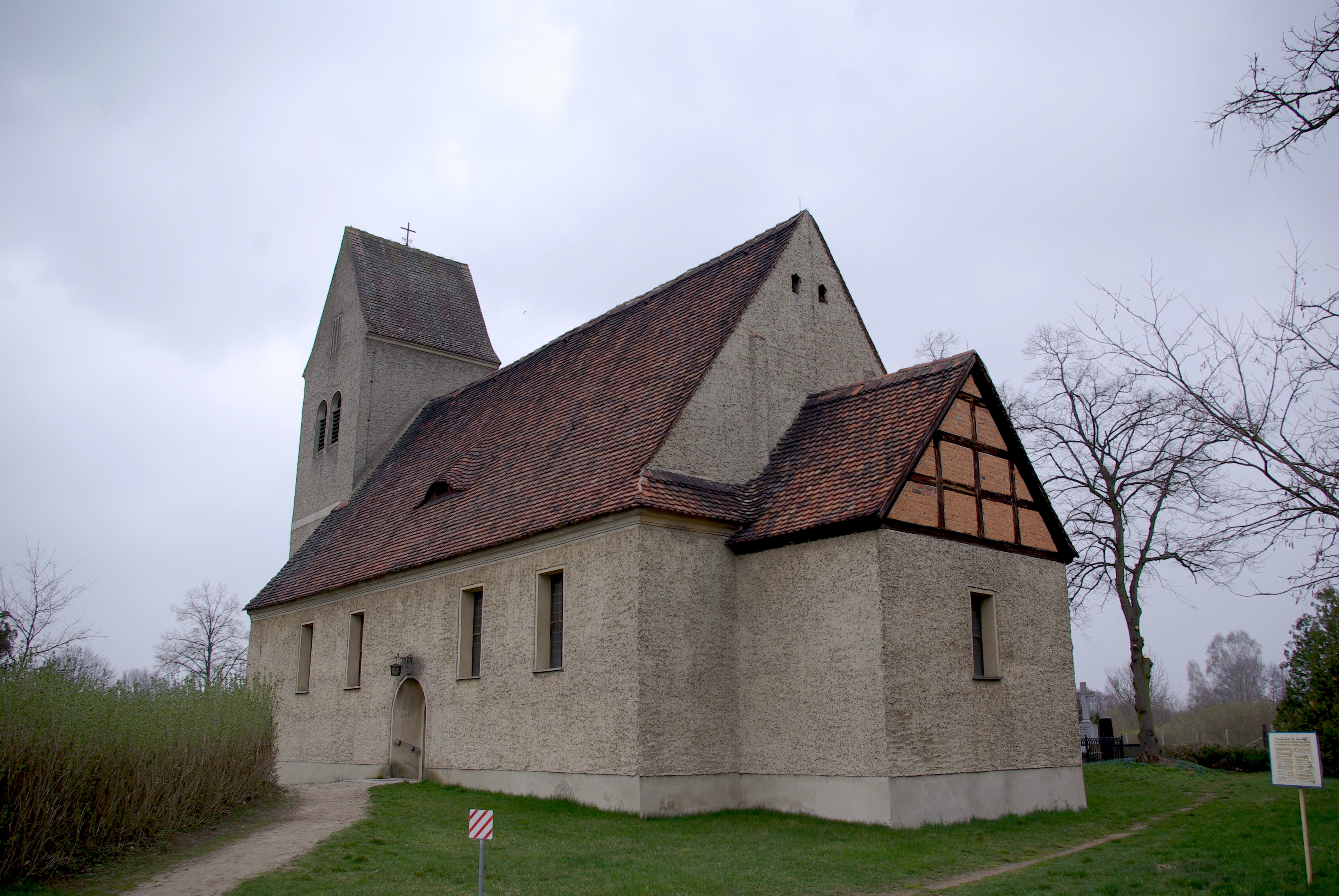
Dorfkirche Blankensee

- Dorfkirche Blankensee: Der Sakralbau entstand im 14. Jahrhundert. Das von außen schlicht gehaltene Kirchengebäude birgt im Innern einige Kostbarkeiten aus Barock und Renaissance. Dazu gehört der barocke Kanzelaltar aus dem Jahre 1706. Die Umgestaltung geht auf die Familie von Thümen zurück. Der älteste Einrichtungsgegenstand der Kirche ist ein venezianischer Taufstein aus der ersten Hälfte des 11. Jahrhunderts. Er stand einst auf dem Marktplatz von Venedig und diente als Brunnen. Er gelangte aus dem Nachlass Hermann Sudermanns in die Blankenseer Kirche. Bei den Renovierungsarbeiten von 1991 kam ein etwa vierhundert Jahre altes Renaissance-Wandbild mit der – nicht vollständig erhaltenen – Darstellung von Esther vor Ahasver zum Vorschein, ein damals beliebtes Motiv. Im Kirchturm befinden sich drei alte Glocken von 1400, 1406 und 1517, die auch heute noch geläutet werden. Diese Kulturstätte biete das ganze Jahr Konzertveranstaltungen an.

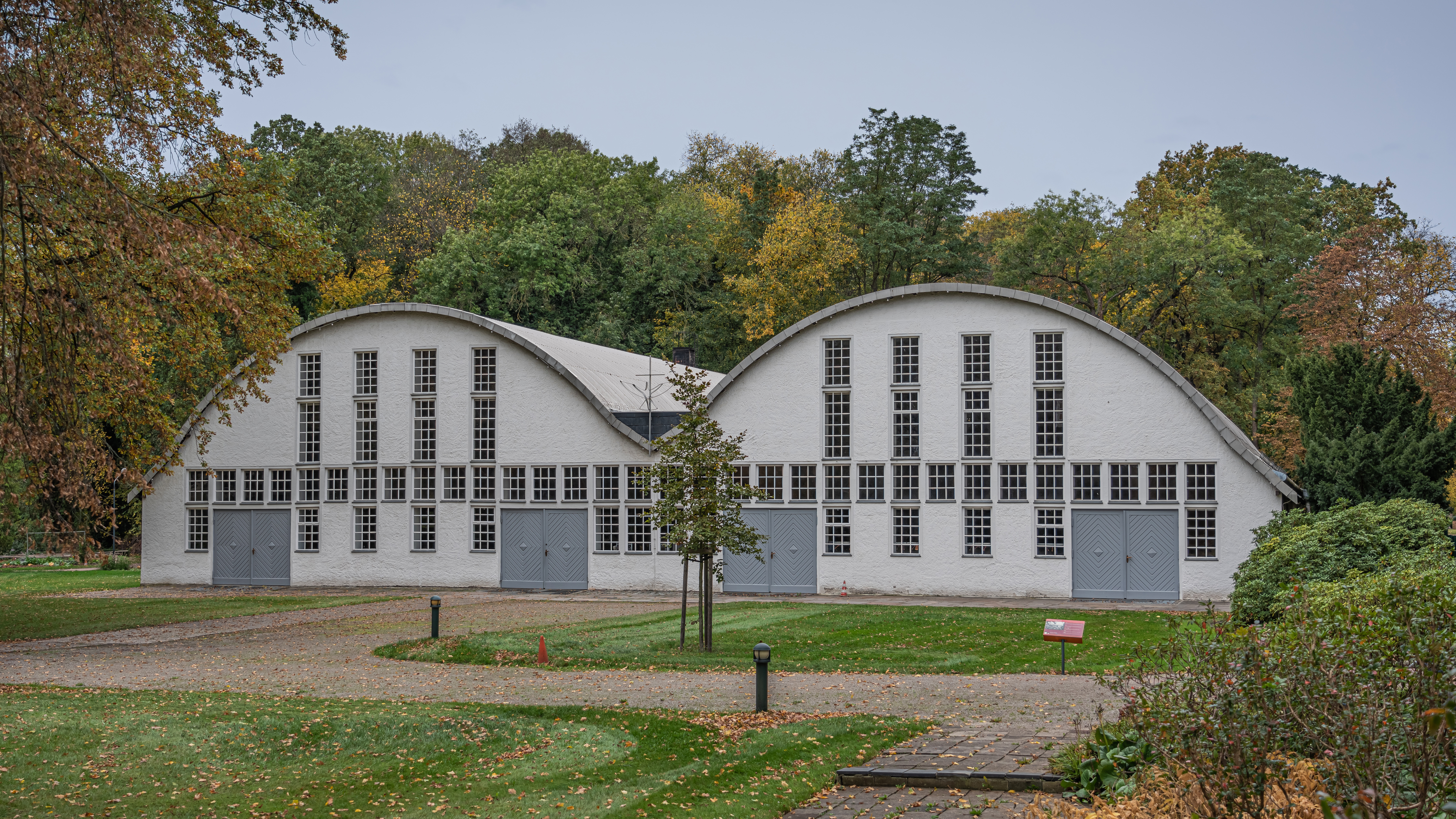
Johannische Kirche Blankensee, Kirche der Friedensstadt

- Johannische Kirche: 1929 erbaute Joseph Weißenberg eine Kirche, die mit einer Hallenkonstruktion und ihren Doppelbögen aus Holz von 40 Metern Länge und 30 Metern Tiefe für rund 1.000 Personen Platz bietet. Die Kirche der Friedensstadt ist nicht nur Gottesdienstraum für die Glieder der ortsansässigen Urgemeinde Friedensstadt, sondern auch Mittelpunkt des Blankenseer Musiksommers. Im Zeitraum von April bis September finden hier regelmäßig Konzerte statt. Dieses Bauwerk steht seit August 2008 unter Denkmalschutz. Seit 1990 öffnet an jedem zweiten Adventwochenende der Weihnachtsmarkt von Blankensee hier seine Pforten.

## Naturpark Nuthe-Nieplitz und der Blankensee

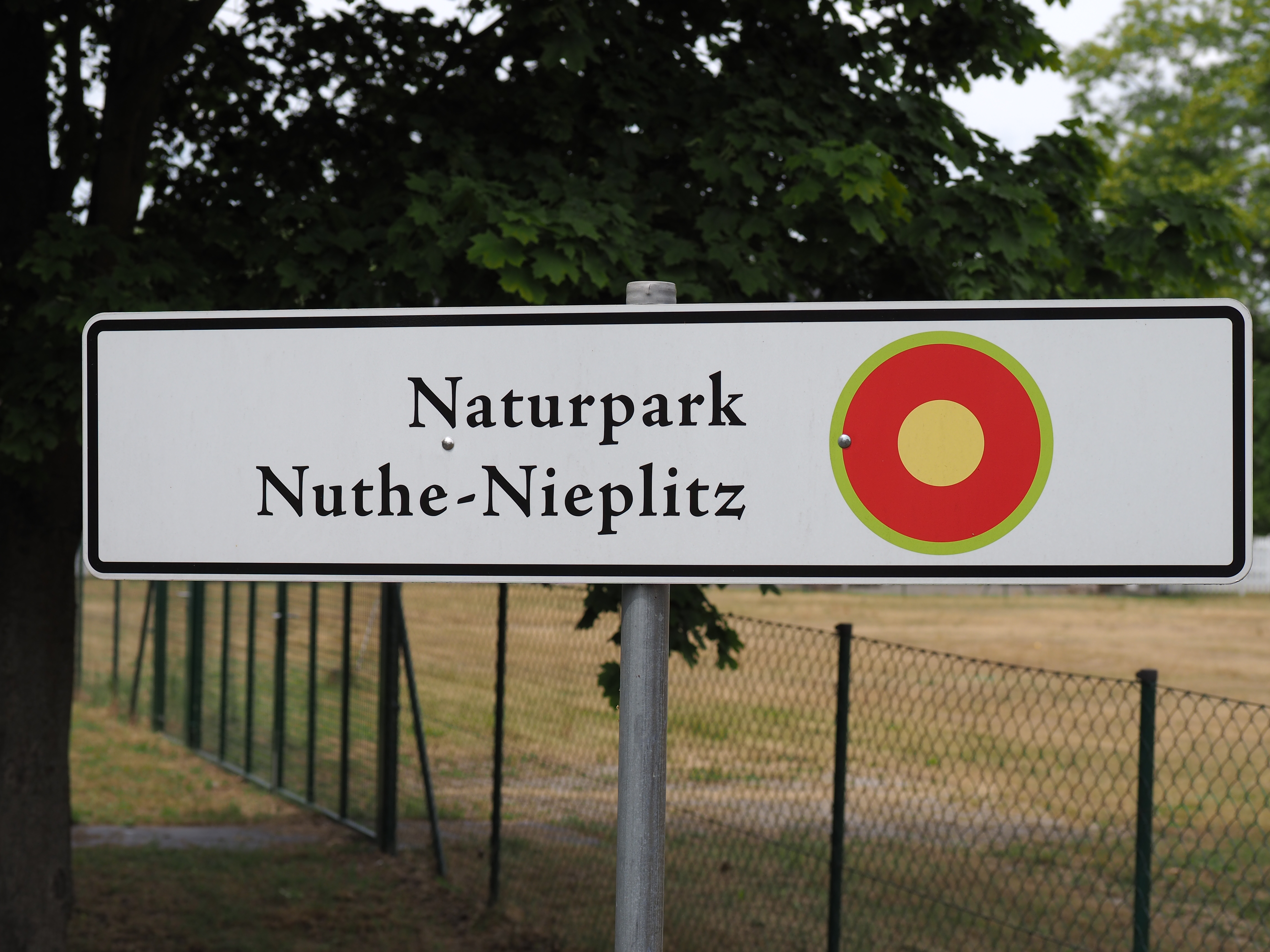
Hinweisschild auf den Naturpark Nuthe-Nieplitz am Ortseingang von Blankensee

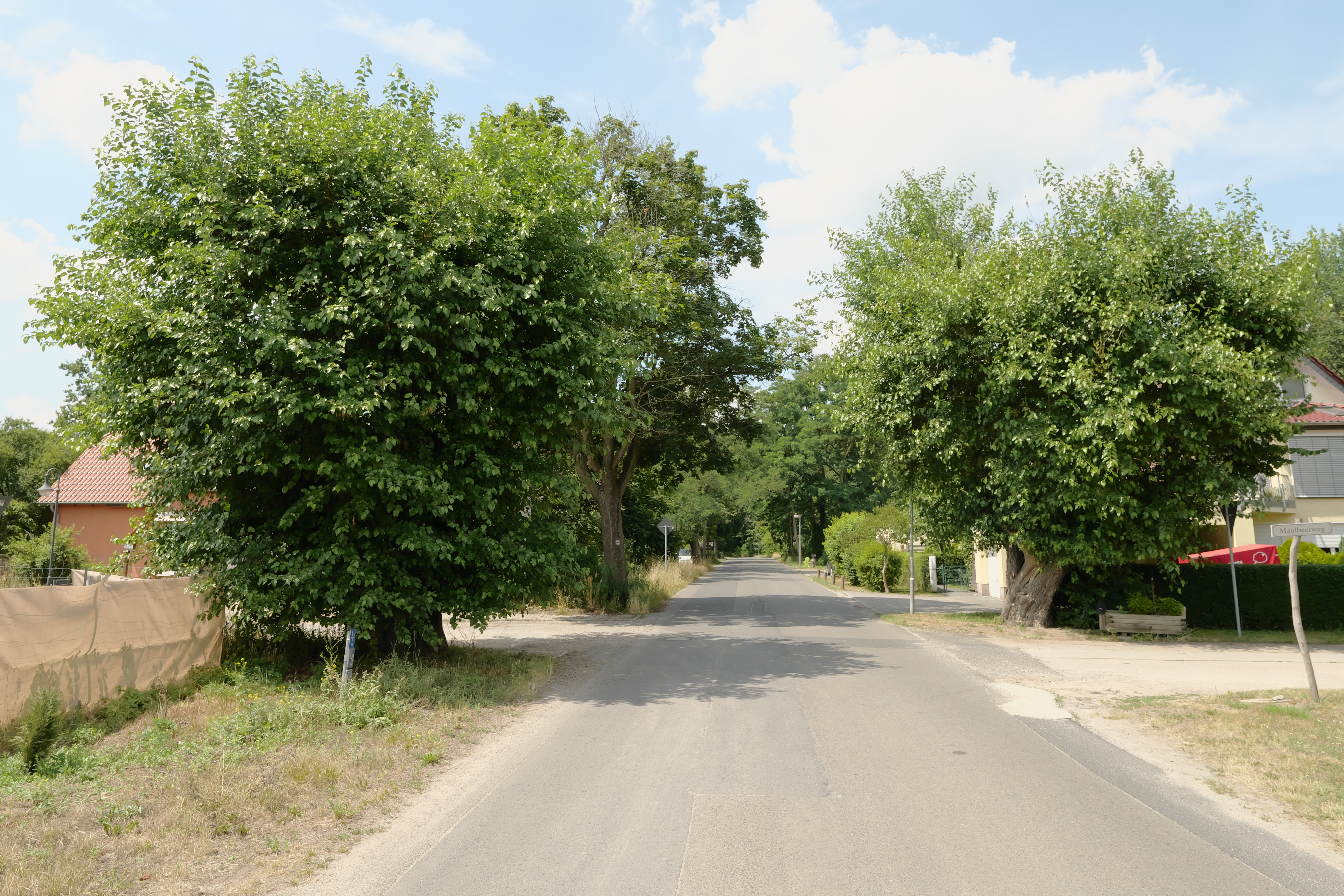
Zwei Bäume der Maulbeere am Maulbeerweg Ecke Zur Nieplitz in Blankensee

Felder, Streuobstwiesen, Feuchtwiesen, kleinere Hügel, Schafherden, Wassermühlen, und naturbelassene Eschen-Alleen bilden gemeinsam mit einem kleinräumigen Wechsel der Biotope im Naturpark Nuthe-Nieplitz eine Kulturlandschaft, in die sich das Dorf Blankensee einfügt. Der rund 300 Hektar große Blankensee gehört zu einer kleineren Seenkette, die durch das Flüsschen Nieplitz verbunden wird. Der unter Naturschutz stehende See ist von einem intakten, stellenweise mehrere hundert Meter breiten Schilfgürtel umgeben, der Wasservögeln Deckung und Brutplätze bietet und im Frühjahr und Herbst Tausende Nordischer Wildgänse und Kraniche zur Rast anlockt. Auf einem Naturlehrpfad gelangt man vom südlichen Dorfende zum Bohlensteg am Nordostufer des Blankensees. Der 200 Meter lange Bohlensteg wurde im Rahmen der Dorferneuerung barrierefrei angelegt, um Besuchern den freien Blick auf den See zu ermöglichen, der von anderer Seite her nicht zugänglich ist. Vom Steg aus sind Gänse, Enten und Rallen, Kormorane, Reiher, manchmal auch See- und Fischadler sowie der Eisvogel zu beobachten.
Der nordwestlich kurz außerhalb des Dorfes gelegene Beobachtungsturm am Tümpel Seechen bietet besonders zur Zeit des Vogelzugs einen Blick auf die auf den Ungeheuerwiesen äsenden Vogelscharen. Mit dem Fernglas sind von hier aus Kormorane, Reiher und gelegentlich auch Seeadler zu beobachten. Für Naturfreunde ebenfalls interessant ist der Beobachtungsturm an den Ungeheuerwiesen.
In der Nähe der Gemeinde befindet sich das Wildgehege Glauer Tal mit Rot-, Dam- und Muffelwild sowie Islandpferden.
Durch den Ort führt der Wanderweg Rund um den Blankensee: Der rund 16,5 km lange Wanderweg ist Teil des FlämingWalks und erschließt im Naturpark Nuthe-Nieplitz die beiden Ortsteile Blankensee und Stangenhagen der Stadt Trebbin, den Ortsteil Stücken der Gemeinde Michendorf sowie den Gemeindeteil Körzin im Ortsteil Zauchwitz der Stadt Beelitz. Er führt damit sowohl durch den Landkreis Teltow-Fläming wie auch durch den Landkreis Potsdam-Mittelmark.

## Museum

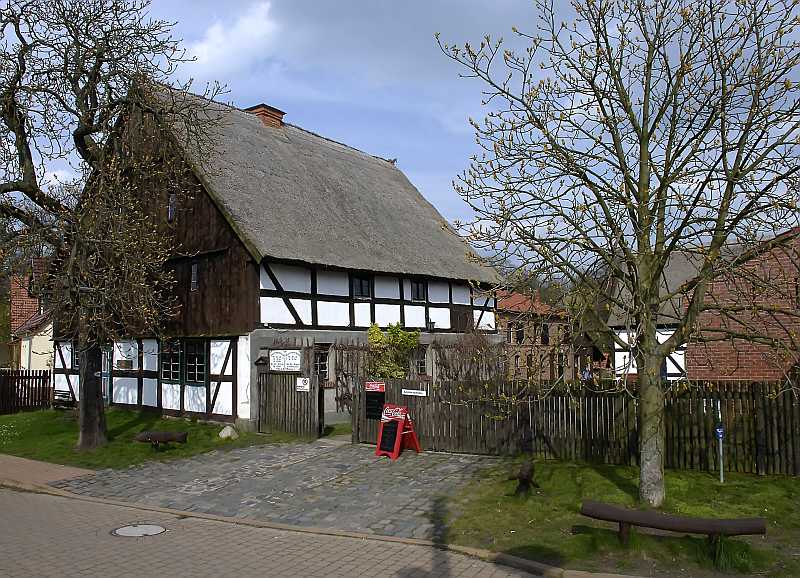
Bauernmuseum Blankensee

In der Ortsmitte von Blankensee befindet sich das älteste profane Haus aus dem Jahre 1649. Erbaut wurde es im Stil eines märkischen Mittelflurhauses, gedeckt mit einem Schilfdach. In diesem Haus ist das Bauernmuseum untergebracht, welches das damalige Leben und Wirtschaften einer bäuerlichen Familie zeigt.
Zudem finden regelmäßig Sonderausstellungen im Museum statt, wie etwa Foto- und Kunstausstellungen und Ausstellungen von traditionellen Handarbeiten. Zum Museum gehört eine, im gleichen Stil errichtete, Scheune und ein Museumshof, in dem Gerätschaften des damaligen Ackerbaus, wie etwa ein Original-Dreschkasten, ausgestellt werden.
Regelmäßig am dritten Septemberwochenende findet ein auf dem traditionellen Fischerfest beruhendes Museumsfest im Museumshof mit traditionellem Handwerk, ländlicher Küche und diversen Aktivitäten statt.